# 1969 w sztukach plastycznych
Wydarzenia w sztukach plastycznych i wizualnych w 1969 roku.

## Wydarzenia
- Odbyło się trzecie Biennale Form Przestrzennych w Elblągu.
- W Lublinie pod egidą Lubelskiego Domu Kultury powstała Galeria Labirynt z inicjatywy Andrzeja Mroczka.
- Odbyły się VII Międzynarodowe Spotkania Artystów, Naukowców i Teoretyków Sztuki w Osiekach.

## Malarstwo
- Marian Warzecha

69/10 – akryl, olej, bibuła japońska, klej, płótno, 115x65 cm, w kolekcji MOCAK
69/13 – akryl, olej, bibuła japońska, klej, płótno, dwa obrazy o wymiarach 65x115 cm, w kolekcji MOCAK
- Mark Rothko

Bez tytułu – akryl na płótnie, 177x297 cm
- Frank Stella

Khurasan Gate (Variation) I – farba polimerowa na płótnie, 244x725x8 cm
- Antoni Tàpies

Słoma sprasowana w X

## Plakat
- Franciszek Starowieyski

plakat do filmu Panna młoda w żałobie – format A1

## Rzeźba
- Władysław Hasior

Golgota – rzeźba plenerowa w Montevideo
Stary motyl – rzeźba plenerowa w Oslo
Ekshumowany – rzeźba plenerowa w Buenos Aires
- Alina Szapocznikow

seria Ventres/ Brzuchy (1968-1969)
Lebenstein
Śmieć
Krużlowa (Macierzyństwo)

## Happening
- John Lennon i Yoko Ono

Bagism (2 kwietnia)

## Performance
- Otto Muehl i Günter Brus

Piss Aktion

## Nagrody
- World Press Photo – Hanns-Jörg Anders[11]

## Urodzeni
- Cecily Brown – brytyjska malarka
- 31 stycznia – Julie Dowling, australijska malarka
- 5 marca - Dominik Lejman – polski malarz, twórca instalacji

## Zmarli
- Emerik Feješ (ur. 1904), węgierski malarz pochodzenia serbskiego
- 29 stycznia – Tsuguharu Fujita (ur. 1886), japoński malarz, grafik i rysownik
- 26 lutego – Emil Bartoschek (ur. 1899), niemiecki malarz
- 23 maja – Arthur Lismer (ur. 1885), kanadyjski malarz
- 20 czerwca – Rudolf Schwarzkogler (ur. 1940), austriacki konceptualista
- 25 lipca  – Otto Dix (ur. 1891), niemiecki malarz
- 3 sierpnia – Simon Segal (ur. 1898), polski malarz pochodzenia żydowskiego
- 8 września – Frederick Varley (ur. 1881), kanadyjski malarz
- 12 października – Zygmunt Kamiński (ur. 1888), polski malarz, grafik
- 12 grudnia - André Arbus (ur. 1903 w sztukach plastycznych|1903), francuski malarz i architekt wnętrz